# Desa Poteran (administrativ by i Indonesien, lat -7,09, long 114,05)
Desa Poteran är en administrativ by i Indonesien.   Den ligger i provinsen Jawa Timur, i den västra delen av landet, 800 km öster om huvudstaden Jakarta. Desa Poteran ligger på ön Pulau Poteran.